# Bovenkarspel Flora vasútállomás
Bovenkarspel Flora vasútállomás vasútállomás Hollandiában, Stede Broec községben, Bovenkarspel településen.

## Vasútvonalak
Az állomást az alábbi vasútvonalak érintik:
- Zaandam–Enkhuizen-vasútvonal

## Kapcsolódó állomások
A vasútállomáshoz az alábbi állomások vannak a legközelebb:
- Enkhuizen vasútállomás
- Bovenkarspel-Grootebroek vasútállomás